# رحیم‌آباد دو
رحیم‌آباد دو، روستایی از توابعبخش دوره مرکز شهرستان چگنی در استان لرستان ایران است.

## جمعیت
این روستا در شهرستان چگنی قرار دارد و براساس سرشماری مرکز آمار ایران در سال ۱۳۸۵، جمعیت آن ۶۴ نفر (۱۴خانوار) بوده‌است.